# 柳述
柳述（?—?），字業隆，河東郡解县（今山西省運城市临猗县）人。
柳机之子，受父蔭官，为太子親衛。後娶蘭陵公主为妻，受開府儀同三司之位、担任内史侍郎。在皇婿之中被隋文帝器重，判兵部尚書事。后因父喪去職，復归後为給事黄門侍郎，袭爵建安郡公。仁寿年間，判吏部尚書事。柳述与楊素对立，楊素多受柳述侮辱。文帝重用柳述甚于楊。柳述任兵部尚書，参掌机密。柳述自称功績不足，上表请皇帝辞退，文帝命他摄兵部尚書事。
604年，文帝在仁寿宮卧病，柳述、楊素、元岩在宮中近侍。皇太子楊广对宣华夫人無礼，文帝得知後大怒，命柳述召房陵王楊勇入宫。柳述、元岩拟好勅書。楊素听聞，与楊广共謀，捕拿柳述、元岩。楊广即位为煬帝，奪柳述之官爵，迫使蘭陵公主和他離婚。流放他到龍川郡，公主表示願与柳述同行，煬帝不許。柳述在龍川数年，再流放寧越，因風土病而去世。享年39岁。

## 传記資料
- 《隋書》卷四十七 列传第十二